# Gil Shaham
Pour les articles homonymes, voir Shaham.
Gil Shaham (en hébreu : גיל שחם) est un violoniste israélo-américain né le 19 février 1971 à Champaign-Urbana, dans l'Illinois.

## Biographie
Il passe les deux premières années de sa vie aux États-Unis où ses parents, israéliens, terminent leurs études universitaires. Toute la famille rentre deux ans plus tard en Israël, à Jérusalem, où Gil entreprend à l'âge de sept ans l'étude du violon à l'Académie de musique Rubin auprès de Samuel Bernstein. À 11 ans, il obtient une bourse pour aller se perfectionner auprès de Dorothy DeLay et de Hyo Kand à la Juilliard School de New York.
Sa carrière de soliste commence en 1989 quand il est appelé à remplacer Itzhak Perlman pour une série de concerts avec Michael Tilson Thomas et le London Symphony Orchestra.
Il se produit régulièrement en duo avec sa femme, la violoniste australienne Adele Anthony. Il n'est pas rare de le voir également en récital avec sa sœur pianiste Orli Shaham (en).
Il a été invité à jouer, au Théâtre de Palerme, le Concerto pour violon de Brahms, sous la direction de Claudio Abbado en 2002, lors de l'Europa-Konzert, donné chaque année par l'Orchestre philharmonique de Berlin.
En 2000, John Williams lui dédie son second concerto pour violon, Treesong.
Il joue le Stradivarius Comtesse de Polignac de 1699.

## Discographie
- Gil Shaham a été un artiste rattaché en exclusivité à la maison de disques Deutsche Grammophon. Mais il en a été écarté en 2002 pour de sombres raisons commerciales. "Ils traitaient les musiciens comme des enfants !" dit-il dans une interview[1]. Il a dès lors fondé depuis sa propre maison de disque Canary Records qui sort un ou deux enregistrements par an.Il a en projet un grand cycle d'enregistrements des concertos pour violon des années 1930-1940. Sa discographie est très développée et a été saluée par un grand nombre de récompenses, telles que le Diapason d'Or.

- Bartók : Violin Concerto no 2, Rhapsodies nos 1 et 2, Boulez, Chicago Symphony Orchestra (Diapason d'Or 1999)

- Messiaen : « Quatuor pour la fin du temps », with P.Meyer, J.Wang and M.Wyung-Chun (Diapason d'Or 2001)

- Bruch : Violin Concerto no 1, Mendelssohn : Violin Concerto no 2, Sinopoli, Philharmonia Orchestra

- Prokofiev : Violin Concertos nos 1 et 2, A.Previn, London Symphony Orchestra

- « Paganini For Two », avec Göran Söllscher (Guitare), (Deutsche Grammophon)

- « Schubert for Two », avec Göran Söllscher (Guitare), (Deutsche Grammophon)

- John Williams : Violin Concerto, Pieces from « Schindler's List », John Williams, Boston Symphony Orchestra

- Franck/Saint-Saëns : Violin Sonatas, Ravel : « Tzignane », Gerhard Oppitz
- Saint-Saëns/ Paganini: Violin concerto no 3 et no 1, New York Philharmonic, conductor Giuseppe Sinopoli. CD DG 1991

- Barber/Korngold : Violin Concertos, André Prévin, London Symphony Orchestra

- « Dvořák for Two », avec Orli Shaham (Piano), (Diapason d'Or 1997)

- Wieniawski : Violin Concertos nos 1 et 2, Lawrence Foster et le London Symphony Orchestra

- Vivaldi : « Le quatro stagioni », avec l'Orpheus Chamber Orchestra

- « American Scenes », avec André Prévin (Piano)

- Glazounov/Kabalevski : Violin Concertos, Mikhaïl Pletnev, Russian National Orchestra (Diapason d'Or 1998)

- Brahms : Violin Concerto, Double Concerto, Claudio Abbado, Jian Wang, Berliner Philharmoniker

- Haydn : Violin Concertos nos 1 et 4, Mendelssohn : String Octuor, avec Sejong Soloists

- Sarasate : Violin Works, avec Adele Anthony

- « Violin Romances », avec l'Orpheus Chamber Orchestra

- Sibelius/Tchaikovsky : Violin Concertos, G.Sinopoli, Philharmonia Orchestra

- « Works for Violin and Piano » (Kreisler, Paganini, Elgar, Waxman, R.Strauss), avec Rohan de Silva (Piano)

- « The Fiddler of the Opera », avec Akira Eguchi (Piano)

- Pärt : « Fratres », « Tabula rasa », Symphony no 3, Neeme Järvi, Gotebörgs Symphoniker